# Jim Wells megye
Jim Wells megye az Amerikai Egyesült Államokban, azon belül Texas államban található. Megyeszékhelye és legnagyobb városa Alice. Lakosainak száma 38 891 fő (2020. április 1.). Jim Wells megye Live Oak, San Patricio, Nueces, Kleberg, Brooks és Duval megyékkel határos.

## Népesség
A megye népességének változása:
| Lakosok száma | 40 885 | 41 216 | 41 670 | 41 680 | 41 382 | 40 871 | 38 891 |
|               | 2010   | 2011   | 2012   | 2013   | 2015   | 2017   | 2020   |